# Eva Svobodová (manažerka)
Eva Svobodová (* 1969) je česká manažerka, od roku 2006, resp. 2019 generální ředitelka a členka představenstva Asociace malých a středních podniků a živnostníků ČR.

## Kariéra
Narodila se v roce 1969. Mezi lety 1989 a 2004 vystudovala komerční právo, základy práva Evropské unie, management a marketing na Institute of Technology Sligo v rámci Evropského polytechnického institutu v Kunovicích a management a marketing na Escuela Superior de Management y Administración (ESMA) Barcelona v rámci Czech Management Institute v Praze. Získala tak tituly Bc. a MBA. Podle vlastního profilu na síti LinkedIn vystudovala také Konzervatoř Jaroslava Ježka.
V roce 1987 nastoupila jako asistentka ekonomického náměstka ve výrobním podniku ČKD Trakce. V roce 1990 přesla do Svazu průmyslu a dopravy ČR, kde setrvala dalších 15 let. Postupně vystřídala pozice asistentky generálního ředitele (1990–1994), ředitelky kanceláře generálního ředitele (1994–1999) a projektové manažerky CEBRE (1999–2006), až se v roce 2006 stala nakrátko zástupkyní ředitele sekce vnějších vztahů. Téhož roku však přešla do Asociace malých a středních podniků a živnostníků ČR (AMSP) jako její generální ředitelka. V roce 2019 se stala rovněž členkou jejího představenstva.
V rámci AMSP iniciovala několik projektů vč. vlastních soutěží a grantů zaměřených na začínající podnikatele, rodinné firmy, řemesla, podnikání žen, podnikání na venkově, malé gastro, maloobchod, tzv. silver business či digitalizaci. Konkrétními projekty, na nichž se podílela, byly: Rodinná firma, Svou cestou-Young Business, Fandíme řemeslu, Podnikavá žena, Malý obchod, Moje restaurace, Silver Business, Rok řemesel 2016, Rok venkova 2017, Rok rodinného podnikání 2018, Rok digitálního podnikání 2019, Rok malého podnikání 2020 či Rok nových příležitostí 2021.
Stala se členkou řady poradních orgánů a pracovních skupin ministerstev a jiných institucí. Angažuje se v porotách různých podnikatelských soutěží, jako byly či jsou Cena SDGs, Franchisa roku, Nastartujte se, Czech Hotel Awards, Ocenění českých podnikatelek, Equa bank Rodinná firma roku, Podnikavá žena aj.